# ティボル・クランパ
ティボル・クランパ（Tibor Klampár, 1953年4月30日 - ）は、ハンガリーの卓球選手。1970年代の世界最高の卓球選手の一人といわれている。イストヴァン・ヨニエル、ガボル・ゲルゲリーと共にハンガリー卓球三銃士と呼ばれた。

## 経歴
1969年から1985年までで彼はハンガリー選手権でシングルス9回、ダブルス11回、混合ダブルス5回の計25回の優勝を果たした。世界選手権では1971年の名古屋大会でヨニエルとのペアでダブルス優勝、1979年の平壌大会で団体優勝を果たした。またダブルスでは1973年のサラエヴォ大会、1979年の平壌大会、団体では1981年のノヴィ・サド大会で準優勝を果たした。1983年の東京大会は不参加であった。
ヨーロッパ選手権でも1974年にヨニエルとのペアでダブルス優勝、1978年、1982年に団体優勝、1981年のヨーロッパトップ12で優勝している。
晩年の1988年に行われたソウルオリンピックではシングルスで4位となった。

## 家族
息子が1人、娘が1人いる。甥のアンドラス・ポドピンカ(Andras Podpinka)はベルギー代表選手である。

## 主な戦績
- オリンピック
  - 1988年 ソウルオリンピック 男子シングルス4位

- 世界卓球選手権
  - 1971年 名古屋大会 男子シングルス ベスト8、男子ダブルス優勝（イストヴァン・ヨニエルと）
  - 1973年 サラエヴォ大会 男子ダブルス準優勝（イストヴァン・ヨニエルと）
  - 1977年 バーミンガム大会 男子シングルス ベスト8、男子団体4位
  - 1979年 平壌大会 ダブルス準優勝（イストヴァン・ヨニエルと）、男子団体優勝
  - 1981年 ノヴィ・サド大会 男子シングルス ベスト8、男子団体準優勝
  - 1989年 ドルトムント大会 男子シングルス ベスト8

- 男子ワールドカップ
  - 1981年 クアラルンプール大会 優勝

- ヨーロッパ卓球選手権
  - 1970年 モスクワ大会 男子シングルス ベスト8、男子ダブルス ベスト4（イストヴァン・ヨニエルと）
  - 1974年 ノヴィ・サド大会 男子シングルス ベスト8、男子ダブルス優勝（イストヴァン・ヨニエルと）、男子団体準優勝
  - 1978年 デュースブルク大会 男子シングルス ベスト8、混合ダブルス準優勝、男子団体優勝
  - 1980年 ベルン大会 男子ダブルス ベスト4（イストヴァン・ヨニエルと）
  - 1982年 ブダペスト大会 男子シングルス ベスト4、男子団体優勝
  - 1984年 モスクワ大会 男子シングルス ベスト8

- ヨーロッパユース卓球選手権
  - 1966年 ソンバトヘイ大会 カデットの部 男子シングルス優勝
  - 1968年 レニングラード大会 ジュニアの部 男子シングルス準優勝
  - 1970年 Teesside大会 ジュニアの部 男子シングルス ベスト4、男子ダブルス優勝

- ヨーロッパトップ12
  - 1981年 ミシュコルツ大会 優勝